# Denis Coderre

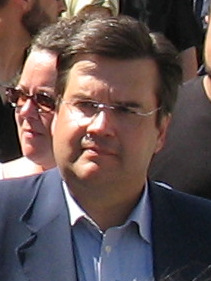
Denis Coderre (2006)

Denis Coderre, PC (* 25. Juli 1963 in Joliette, Québec) ist ein kanadischer Politiker (Liberale Partei). Er war von 1997 bis 2013 Abgeordneter des kanadischen Unterhauses und vertrat während dieser Zeit den in der Stadt Montreal gelegenen Wahlkreis Bourassa. Von 2002 bis 2004 gehörte er den Bundeskabinetten der Premierminister Jean Chrétien und Paul Martin an. Von 2013 bis 2017 war er Bürgermeister der Stadt Montreal.

## Biografie
Coderre studierte Politikwissenschaft an der Universität Montreal und schloss an der Universität Ottawa als Master of Business Administration ab. Sowohl bei der Unterhauswahl 1988 als auch bei einer Nachwahl im Jahr 1990 trat er ohne Erfolg für die Liberale Partei an. Erfolgreich war er bei der Unterhauswahl 1997, als er sich im Wahlkreis Bourassa im Norden Montreals durchsetzen konnte. In der Folge gelang ihm fünfmal die Wiederwahl (2000, 2004, 2006, 2008 und 2011).
Premierminister Jean Chrétien ernannte Coderre im August 1999 zum Staatssekretär im Bereich Amateursport. Als solcher trug er wesentlich dazu bei, dass die Welt-Anti-Doping-Agentur ihren Sitz nach Montreal verlegte. Am 15. Januar 2002 folgte die Ernennung zum Minister für Staatsbürgerschaft und Einwanderung. Im Kabinett von Chrétiens Nachfolger Paul Martin übernahm Coderre am 12. Dezember 2003 das Präsidium des Kronrates. In dieser Funktion schuf er unter anderem die Personalmanagementbehörde für den öffentlichen Dienst. Er amtierte auch als Ansprechpartner der Bundesregierung für die Métis und Nicht-Status-Indianer, ebenso war er zuständig für die Beziehungen zur Frankophonie und für die Aufarbeitung der Vergangenheit der Residential Schools. Gegen ihn erhobene Vorwürfe, er sei in einen Bestechungsskandal verwickelt, führten am 19. Juli 2004 zum Ausschluss aus dem Kabinett.
Im Wahlkampf vor der Unterhauswahl 2006 beschuldigte Coderre den Eishockeyspieler Shane Doan, am 13. Dezember 2005 während eines Spiels gegen die Montreal Canadiens den französischsprachigen Linienrichter Michel Cormier rassistisch beleidigt zu haben. In einem Brief forderte er den Präsidenten von Hockey Canada auf, Doans Nomination für den Kader der Olympischen Winterspiele 2006 rückgängig zu machen – es sei denn, der Spieler der Phoenix Coyotes würde sich öffentlich entschuldigen. Doan verklagte Coderre im Januar 2006 wegen Verleumdung und verlangte eine Entschädigung von 250.000 CAD (die er wohltätigen Zwecken zukommen lassen würde). Nachdem Cormier bestätigt hatte, rassistisch beleidigt worden zu sein, reagierte Coderre im April 2007 mit einer Gegenklage in der Höhe von 45.000 CAD. Rund einen Monat vor dem geplanten Prozess kam im August 2010 eine außergerichtliche Einigung zustande. Doan gab bekannt, der Linienrichter sei tatsächlich beleidigt worden, allerdings von einem anderen Spieler.
Coderre gehörte ab 2006 der Opposition an und war Vizevorsitzender der ständigen Verkehrs- und Infrastrukturkommission. Oppositionsführer Michael Ignatieff ernannte ihn im Januar 2009 zum Berater in allen Belangen, die Québec betreffen. Bereits im September desselben Jahres legte er dieses einflussreiche Amt aus Protest nieder. Coderre hatte den Auftrag erhalten, für die nächste Wahl „Star-Kandidaten“ zu suchen. Für den vom NDP-Vorsitzenden Thomas Mulcair gehaltenen Sitz in Outremont (einst eine liberale Hochburg) wollte er Nathalie Le Prohon nominieren, doch Ignatieff setzte sich über diese Empfehlung hinweg und ernannte den zwischenzeitlich abgewählten Justizminister Martin Cauchon zum offiziellen Kandidaten. Coderre kritisierte öffentlich Ignatieffs Stabsmitarbeiter, die allesamt aus Toronto stammten, und schwänzte aus Protest einige Parlamentssitzungen. Ignatieff drohte Coderre mit dem Ausschluss aus der Fraktion, sollte er „der Partei weiterhin Schaden zufügen“.
Am 2. Juni 2013 trat Coderre als Unterhausabgeordneter zurück, um für das Amt des Bürgermeisters von Montreal zu kandidieren. Da die liberale Lokalpartei Union Montréal an Korruptionsskandalen zerbrochen war, gründete er eine neue Partei, die Équipe Denis Coderre pour Montréal. Bei der Wahl am 3. November 2013 setzte er sich mit 32,13 % der Stimmen durch. Sein Amt trat er am 14. November an. Bei der Wahl 2017 verlor er gegen seine Herausforderin Valérie Plante.